# Doctor Zhivago: Music from the TV Series
Doctor Zhivago (sottotitolo: Music from the TV Series) è un album del pianista e compositore italiano Ludovico Einaudi, pubblicato il 9 dicembre 2002, che fa da colonna sonora alla serie TV omonima.

## Tracce
Musiche di Ludovico Einaudi.
1. Zhivago – 3:40
2. Farewell To The Past – 5:00
3. Love Is A Mystery – 3:02
4. Kolechko – 3:02
5. The Earth – 2:40
6. Evil Days – 2:30
7. Talking To You – 5:24
8. Still So Early In The World – 3:38
9. The Journey – 2:37
10. Writing Poems – 4:10
11. Eyes Closed – 2:52
12. We Praise Thee (Tebe Poyom) – 3:33
13. White Night – 3:13
14. Fairytale – 3:59
15. The Ringlet – 3:51
16. Yuri's Lullaby – 1:32

Durata totale: 54:43